# Vedéri
Vedéri, en grec moderne : Βεδέροι, est un village du dème de Réthymnon, en Crète, en Grèce. Selon le recensement de 2011, la population de Vedéri compte 33 habitants. Le village est situé à une altitude de 150 m et à 8 km de Réthymnon.

## Recensements de la population
| Recensements | 1900 | 1920 | 1928 | 1940 | 1951 | 1961 | 1971 | 1981 | 1991 | 2001 | 2011 |
| ------------ | ---- | ---- | ---- | ---- | ---- | ---- | ---- | ---- | ---- | ---- | ---- |
| Population   | 103  | 62   | 76   | 69   | 51   | 57   | 42   | 29   | 39   | 48   | 33   |